# Liješanj
Liješanj (cyr. Лијешањ) – wieś w Bośni i Hercegowinie, w Republice Serbskiej, w mieście Zvornik. W 2013 roku liczyła 104 mieszkańców.